# Palazzo Litta

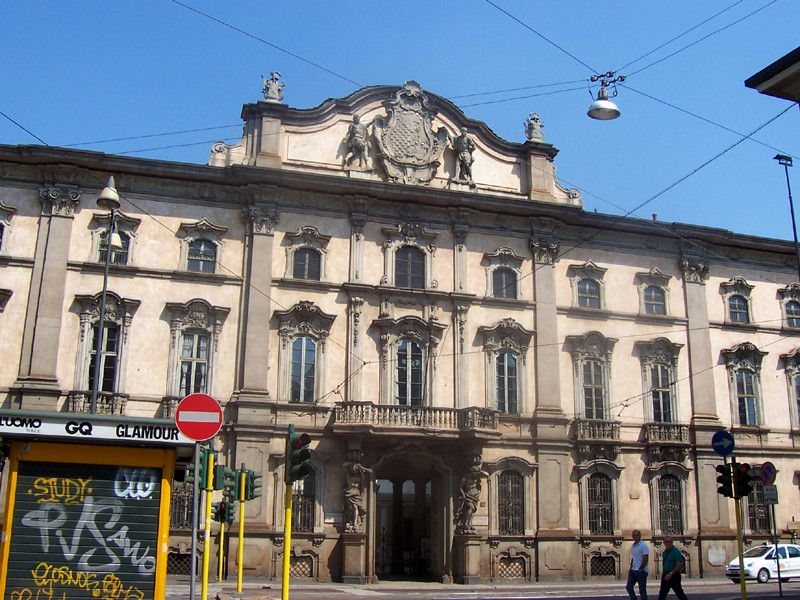
Hauptfassade des Palazzo Litta, 1763

Der Palazzo Litta, auch Palazzo Arese-Litta, ein Adelspalais im Zentrum von Mailand, zwischen Castello Sforzesco und San Maurizio am Corso Magenta 24 gelegen, ist einer der aufwendigsten Barockpaläste der Stadt und beeindruckt durch seine reichgestaltete, im 18. Jahrhundert vorgeblendete Fassade. 

## Geschichte
Der Architekt Francesco Maria Richini errichtete 1642–1648 den um sechs Innenhöfe gelagerten Kern der Anlage für Graf Bartolomeo Arese aus einer der einflussreichsten Mailänder Familien in der spanischen Herrschaftsperiode der Lombardei. Um die Mitte des 18. Jahrhunderts ging das Gebäude durch Erbgang an die Familie Litta. 1740 baute Carlo Giuseppe Merlo die imposante, doppelläufige Treppe ein, die ins piano nobile hinaufführt. Eine 1671 fertiggestellte Kapelle wurde später zu einem Privattheater, dem ältesten der Stadt, umgebaut, das noch heute aktiv ist. Zwischen 1752 und 1761 setzte Bartolomeo Bolli vor den Bau eine neue, reich mit fantasievollen Fensterumrahmungen aus Stuck und plastischen Atlantenfiguren dekorierte Fassade im Stil des Rokoko.   
Der Palazzo war lange Jahre Mittelpunkt des gesellschaftlichen Lebens der Stadt. Eine Zeit lang diente er der Eisenbahnverwaltung, heute ist er Sitz des Mailänder Denkmalpflegeamts.